# Arcipelago La Maddalena
Arcipelago La Maddalena este o arie protejată (arie specială de conservare — SAC, sit de importanță comunitară — SCI, arie de protecție specială avifaunistică — SPA) din Italia întinsă pe o suprafață de 47.494 ha, din care 91 % marine.

## Localizare
Centrul sitului Arcipelago La Maddalena este situat la coordonatele 41°15′52″N 9°26′24″E / 41.264331°N 9.439935°E.

## Înființare
Situl Arcipelago La Maddalena a fost declarat sit de importanță comunitară în septembrie 1995 pentru a proteja 2 specii de plante și 47 de specii de animale. Alte tipuri de protecție:
- arie de protecție specială avifaunistică (în iulie 2009)[2]
- arie specială de conservare (în ianuarie 2022)[1][3][4]

## Biodiversitate
Situată în ecoregiunea mediteraneană, aria protejată conține 27 de habitate naturale: Golfuri mici largi și golfuri puțin adânci, Recifuri, Păduri de pin mediteraneene cu pini mezogeni endemici, Faleze cu vegetație de Limonium spp. endemic de pe coastele mediteraneene, Dune de coastă cu Juniperus spp., Tufărișuri halofile mediteraneene și termo-atlantice (Sarcocornetea fruticosi), Salicornia și alte specii anuale care populează regiunile mlăștinoase și nisipoase, Ape oligotrofe în general din solurile nisipoase vest-mediteraneene, cu un conținut foarte redus de minerale, cu Isoetes spp., Dune de pe litoral fixate cu Crucianellion maritimae, Dune mobile cu vegetație embrionară, Pseudostepă cu ierburi și specii anuale de Thero-Brachypodietea, Straturi cu Posidonia (Posidonion oceanicae), Pășuni mediteraneene udate de apa mării (Juncetalia maritimi), Păduri de Olea și Ceratonia, Vegetație anuală la limita mareei, Ape stătătoare oligotrofe până la mezotrofe, cu vegetație de Littorelletea uniflorae și/sau de Isoëto-Nanojuncetea, Formațiuni scunde de Euphorbia în apropierea falezelor, Lagune de coastă, Phrygana endemică cu Euphorbio-Verbascion, Păduri de Quercus ilex și Quercus rotundifolia, Matorral arborescenți cu Juniperus spp., Bancuri de nisip acoperite în permanență slab de apă marină, Iazuri temporare mediteraneene, Dune cu vegetație ierboasă Malcolmietalia, Dune mobile de-a lungul țărmului cu Ammophila arenaria („dune albe”), Tufărișuri termo-mediteraneene și de pre-deșert, Galerii și tufărișuri riverane sudice (Nerio-Tamaricetea și Securinegion tinctoriae).
La baza desemnării sitului se află mai multe specii protejate:
- plante (2): Limonium strictissimum, Silene velutina
- păsări (38): pescăruș albastru (Alcedo atthis), Alectoris barbara, egretă mare (Ardea alba), stârc roșu (Ardea purpurea), ciuf de câmp (Asio flammeus), rață roșie (Aythya nyroca), ciocârlie-cu-degete-scurte (Calandrella brachydactyla), Calonectris diomedea, caprimulg (Caprimulgus europaeus), chirichița cu obraz alb (Chlidonias hybrida), chirighiță neagră (Chlidonias niger), barză albă (Ciconia ciconia), erete de stuf (Circus aeruginosus), erete vânăt (Circus cyaneus), erete cenușiu (Circus pygargus), dumbrăveancă (Coracias garrulus), egretă mică (Egretta garzetta), Falco eleonorae, Falco naumanni, șoim călător (Falco peregrinus), vânturel de seară (Falco vespertinus), muscar-gulerat (Ficedula albicollis), piciorong (Himantopus himantopus), Hydrobates pelagicus, sfrâncioc roșiatic (Lanius collurio), Larus audouinii, Larus genei, pescăruș-cu-cap-negru (Larus melanocephalus), gaia neagră (Milvus migrans), stârc de noapte (Nycticorax nycticorax), viespar (Pernis apivorus), Phalacrocorax aristotelis desmarestii, Puffinus yelkouan, chiră de baltă (Sterna hirundo), chiră mică (Sternula albifrons), Sylvia sarda, silvie de tufiș (Sylvia undata), chiră de mare (Thalasseus sandvicensis)
- amfibieni (1): Discoglossus sardus
- mamifere (2): liliacul mare cu potcoavă (Rhinolophus ferrumequinum), delfin mare (Tursiops truncatus)
- nevertebrate (1): Papilio hospiton
- reptile (5): Caretta caretta, țestoasa de baltă (Emys orbicularis), Euleptes europaea, țestoasă bănățeană (Testudo hermanni), Testudo marginata

Pe lângă speciile protejate, pe teritoriul sitului au mai fost identificate 58 de specii de plante, 11 specii de păsări, 2 specii de amfibieni, 3 specii de nevertebrate, 3 specii de reptile.